# Hunsingo (waterschap)

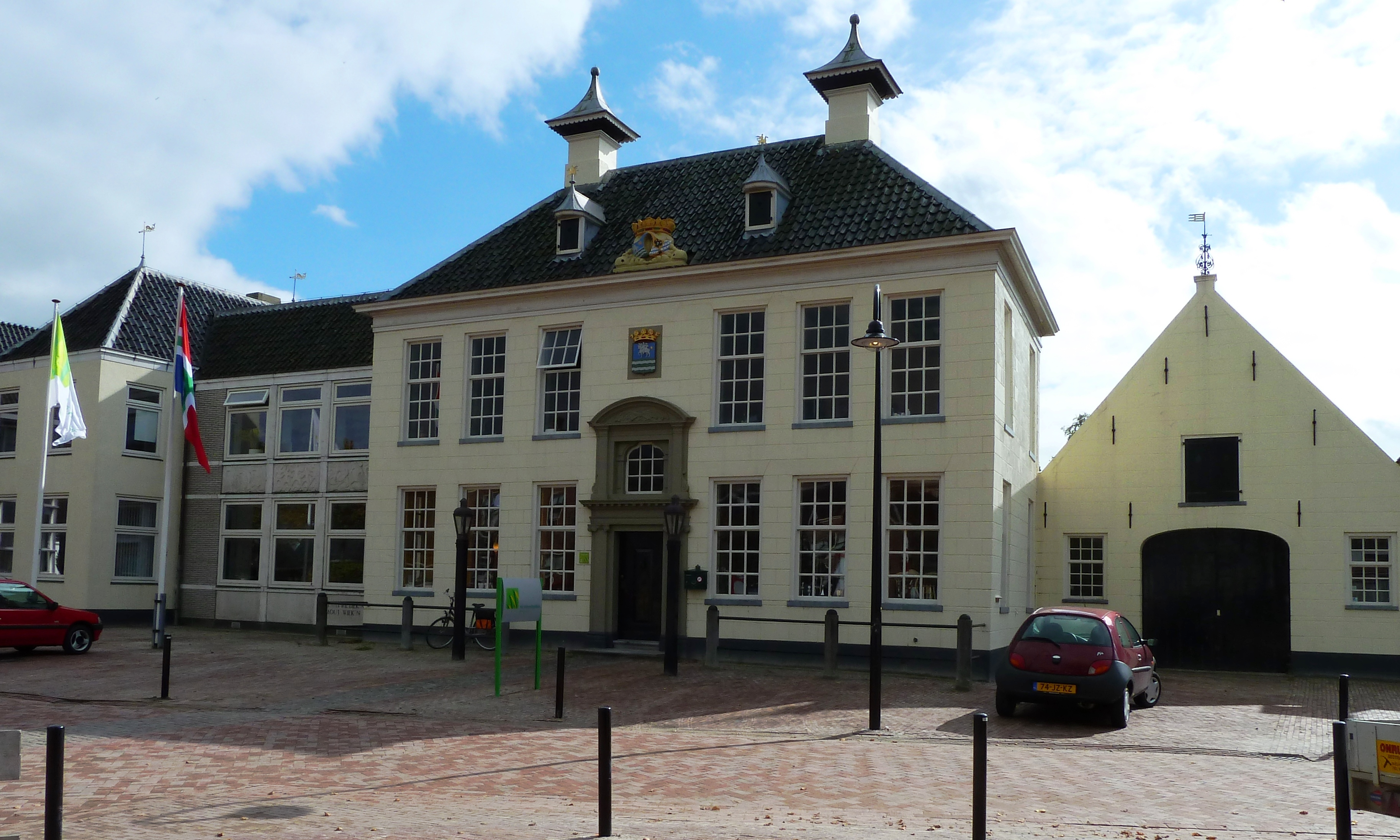
Voormalig waterschapshuis in Onderdendam

Het waterschap Hunsingo is een voormalig waterschap in de provincie Groningen.
Het waterschap ontstond als eerste boezemwaterschap dat door Provinciale Staten werd ingesteld in 1856 en omvatte het Winsumer- en Schaphalsterzijlvest, Houwerzijlvest, Schouwerzijlvest en Wetsingerzijlvest. Onder de ingelanden bestond aanvankelijk veel verzet tegen de totstandkoming; 6 tot 700 landbouwers ondertekenden petities die de koning werden toegezonden. De voorstanders betoogden echter dat samenwerking noodzakelijk was om een nieuwe sluis bij Zoutkamp te kunnen realiseren.
Het waterschapshuis stond in Onderdendam. In 1995 ging Hunsingo op in het waterschap Noorderzijlvest.
Het waterschap was onderverdeeld in elf onderdelen (vanaf 1975 veertien, later acht), die elk een eigen bestuur hadden. De voorzitters van ieder onderdeel vormden het hoofdbestuur onder leiding van een door de Kroon benoemde voorzitter. De eerste voorzitter was notaris en later Eerste Kamerlid Adriaan Jan van Roijen uit Onderdendam. Het dagelijks bestuur, gekozen uit de leden van het hoofdbestuur, vormden het college van gecommitteerden. De onderdelen, genoemd naar de plaats waar het bestuur vergaderde, waren:
- Eerste onderdeel, Ulrum
- Tweede onderdeel, Wehe
- Derde onderdeel, Eenrum
- Vierde onderdeel, Baflo
- Vijfde onderdeel Bedum
- Zesde onderdeel, Adorp
- Zevende onderdeel, Usquert
- Achtste onderdeel, Zandeweer
- Negende onderdeel, Middelstum
- Tiende onderdeel, Stedum
- Elfde onderdeel, Thesinge

In 1975 kwamen daarbij
- Twaalfde onderdeel, Noordpolderzijl
- Dertiende onderdeel, Uithuizen
- Veertiende onderdeel, Roodeschool

De belangrijkste taak van het onderdeelsbestuur was de toezicht op de wateren (de schouw).
In 1988 werd het Groningse deel van het gebied van het Lauwersmeer en enkele kustpolders, waarvan de Lauwerzeemolenpolder de grootste was, aan Hunsingo toegevoegd. Het waterschap werd daarvoor opnieuw ingedeeld, ditmaal in acht onderdelen. Hierbij werd bepaald het (nieuwe) Eerste onderdeel, vanwege oude afspraken, tot 1998 zou worden opgesplitst in een onderdeel 1A, Lauwersoog en 1B, Ulrum. Uiteindelijk zou het niet zo ver komen, omdat Hunsingo op 1 januari 1995 opging in Noorderzijlvest.
De belangrijkste watergangen van het schap waren: het Boterdiep, het Winsumerdiep, het Hulpkanaal om Obergum, het Mensingeweersterloopdiep, het Kardingermaar, het Stedumermaar, het Westerwijtwerdermaar, het Hogepandstermaar, het Startenhuistermaar, het Meedstermaar, het Helwerdermaar, het Usquerdermaar, het Warffumermaar, het Rasquerdermaar, het Andelstermaar, het Kanaal Baflo-Mensingeweer, het Eenrumermaar, het Pieterbuurstermaar, de Kromme Raken, de Hoornse Vaart, het Westernielandstermaar, het Broekstermaar, het Molenrijgstermaar, het Uilenestermaar, de Houwerzijlstervaart, de Oude Ae, het Wetsingermaar en het Sauwerdermaar.
Het waterschap was een van de drie ingelanden van het waterschap Electra.